# ダンガリー

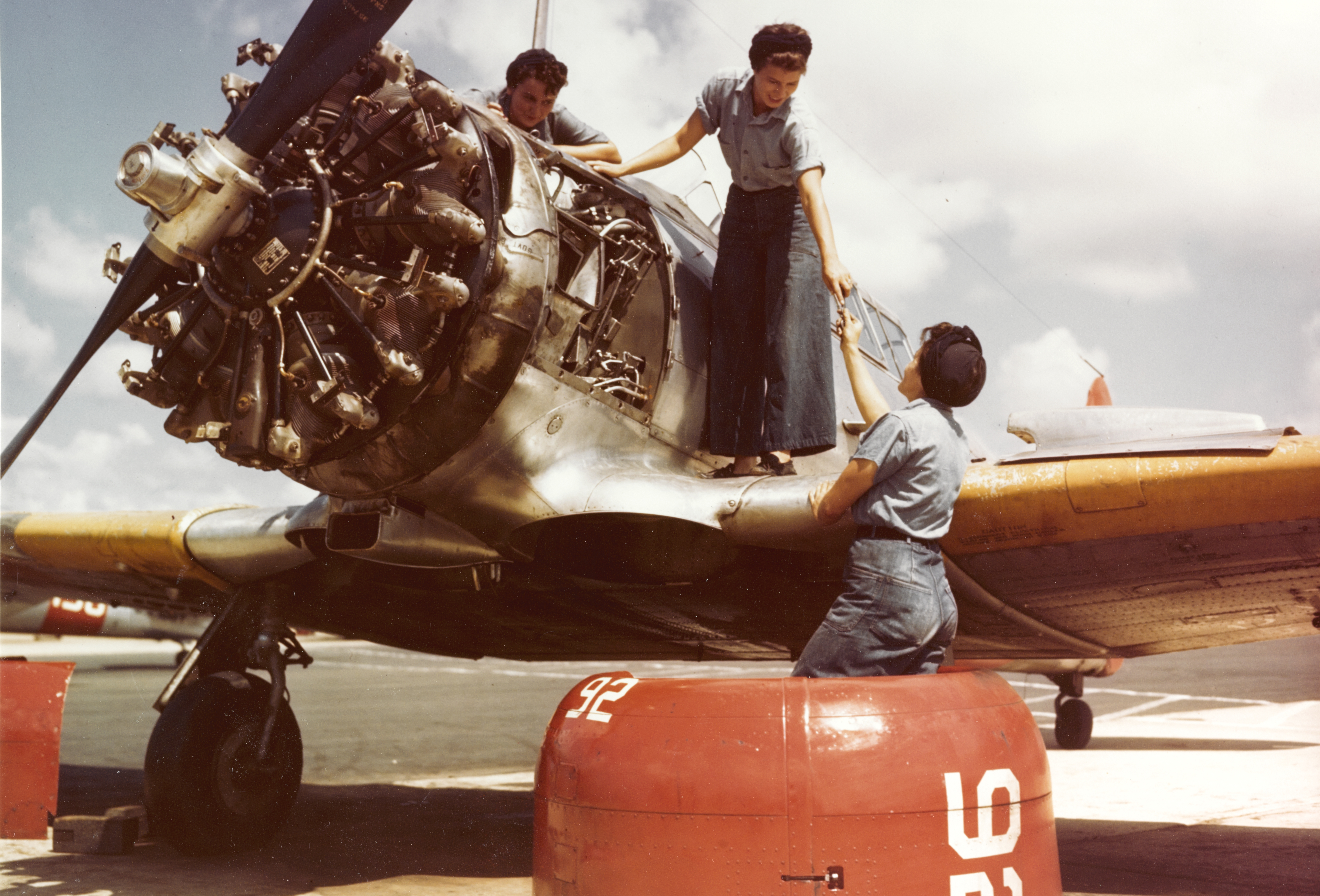
作業着はダンガリーの典型的な用途であり、第二次世界大戦中の練習機T-6 テキサンを撮影したこの写真でも、整備士たちがダンガリー生地の作業着を着用している。

ダンガリー (dungaree) は、ヒンディ語の dungrī に由来し、英語では1605年ないし1615年から使われている歴史的な用語で、粗く厚手に四つ綾 (2/2) で綾織された木綿の布を指し、多くの場合は青く染められている。インディゴで染色した木綿の糸を綾織にしたものは、今日では一般的にデニムとか、ブルー・デニムと呼ばれる。ダンガリーという言葉は、おそらく、現代のムンバイ近郊の造船所に近い聚落、ドングリに由来するものであろうと考えられている。アメリカ英語では、この生地から頑丈に仕立てられた作業着のズボンのことを、また、イギリス英語では、素材となる生地の種類を問わず、胸当て付きのオーバーオールのことを、カジュアル・ウェアとしてであれ、実用的な作業着としてであれ、ダンガリーと称する。1891年当時、作家ラドヤード・キップリングは、複数形の「dungarees」という形で、何らかの服装について言及していたが、布地を指してこの表現を用いている場合もある。

## ダンガリーとデニムの対比
ダンガリーは、広義のデニムの下位分類とされることもあり、その場合は、最も一般的な青いデニムのことを指す。典型的なものは、経糸（縦糸）だけが伝統的な染料であるインディゴであらかじめ染色されており、緯糸（横糸）は染めていない白色を用い、独特の淡い風合いの生地となる。この狭義のダンガリーと対照的とされる狭義のデニムは、逆に経糸の方が染められていないものを指すとされるが、両者の対比については、両者が綾織りの糸使いにおいて対称的であるとするところは一致しているものの、経糸と緯糸をまったく逆に入れ替えた説明がされることもある。その場合、経糸より緯糸が細いとも説明されることがある。なお、広義のデニムには、いずれの糸も染められていないもの（生成り）、織り上げてから布を染めるものなども含まれる。
また、デニムは三つ綾 (2/1) ないし四つ綾 (3/1) の綾織の場合もある。伝統的なダンガリーがどのようなツイルのタイプであったかは、はっきりしていない。
狭義のダンガリーは、狭義のデニムに比べて薄手で軽い風合いとなるため、今日では狭義ではダンガリーではないデニム生地でも、薄手で軽いものをダンガリーとして扱うことが多い。

## 派生した製品
アメリカ合衆国では、1820年代後半にエスボン・サンフォード (Esbon Sanford) が、ロードアイランド州ノースキングスタウンのシェイディ・リーに工場を建てて、木綿と羊毛の混紡によるツイルを製造し、「ケンタッキー・ジーン (Kentucky Jean)」と称したが、これは現代のヘシアンクロス（バーラップ、黄麻布）とダンガリーを掛け合わせたようなものであったとされている。